# Strumigenys loriae
Strumigenys loriae är en myrart som beskrevs av Carlo Emery 1897. Strumigenys loriae ingår i släktet Strumigenys och familjen myror. Inga underarter finns listade i Catalogue of Life.

## Bildgalleri

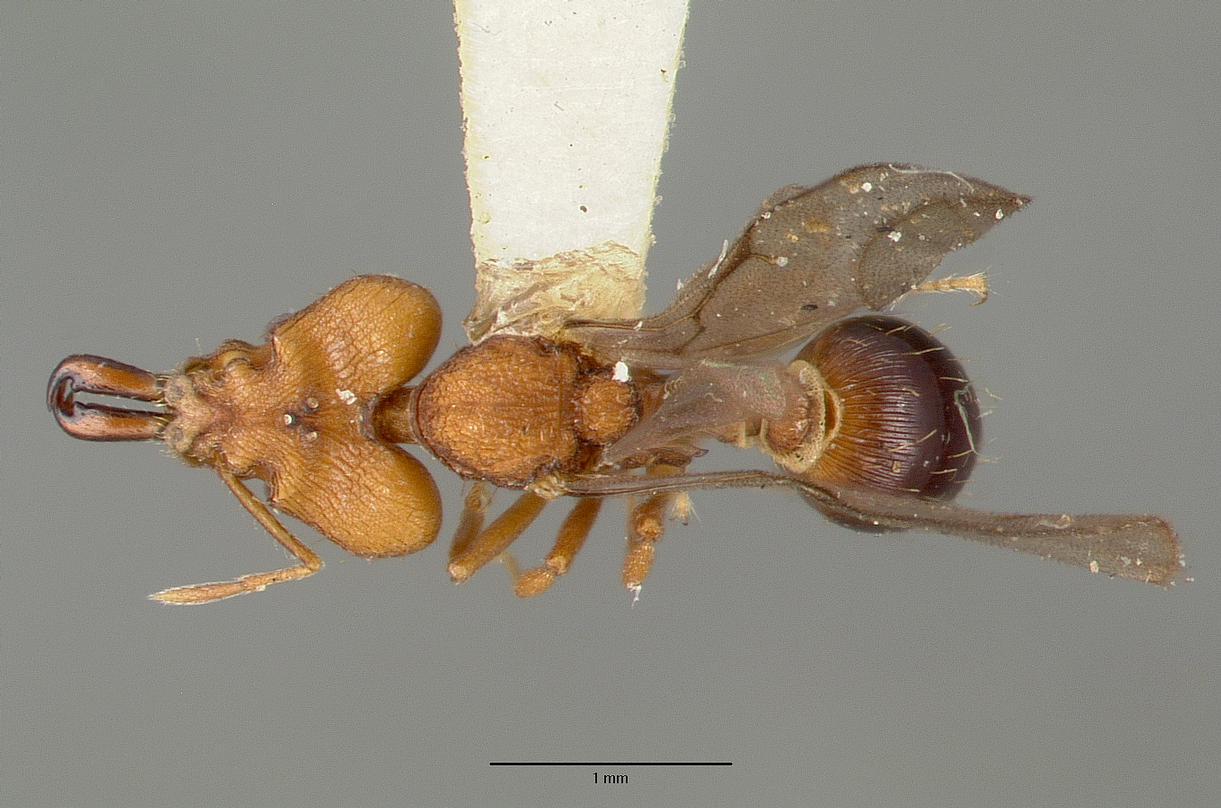
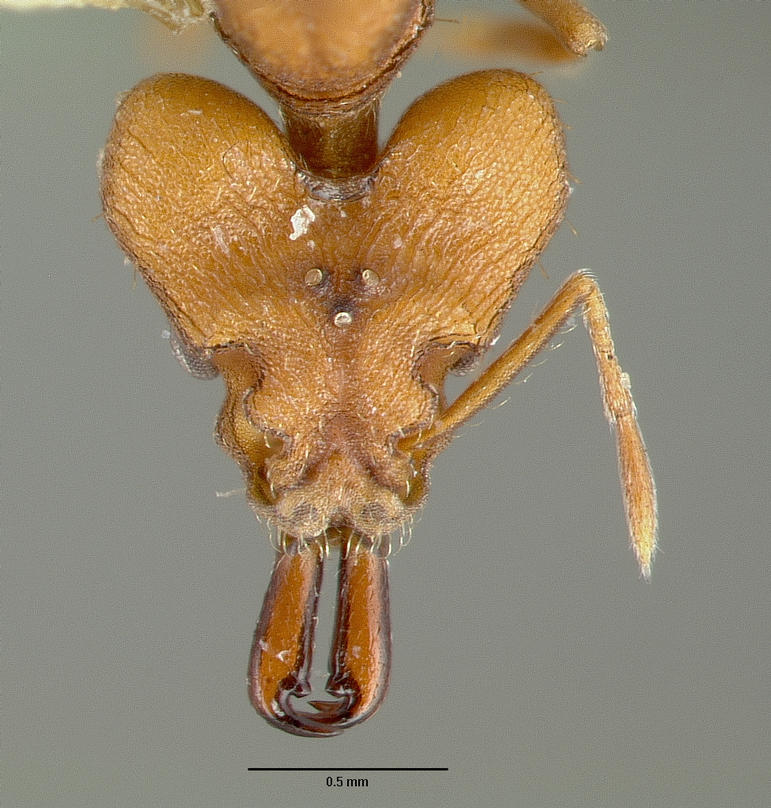
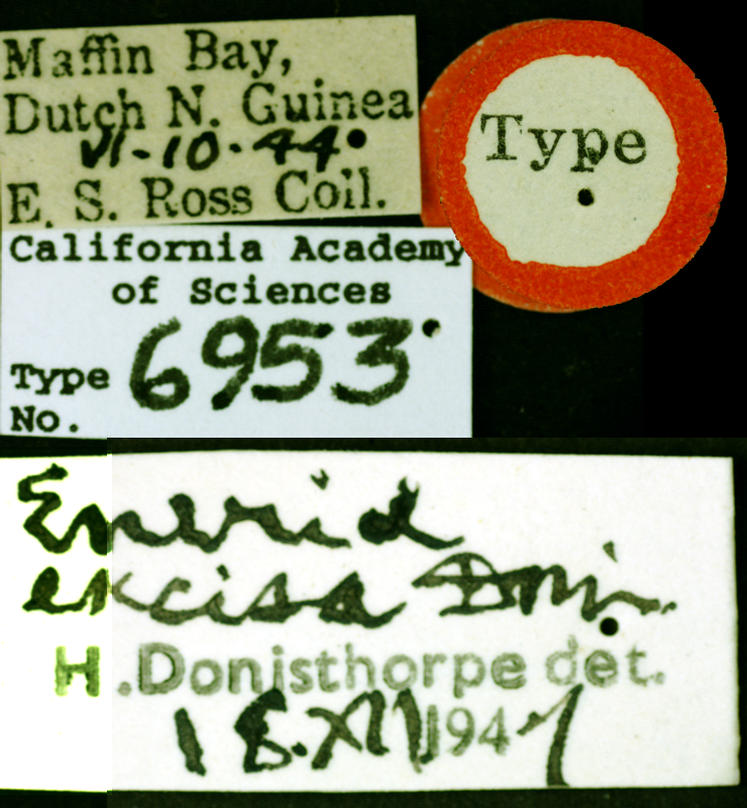
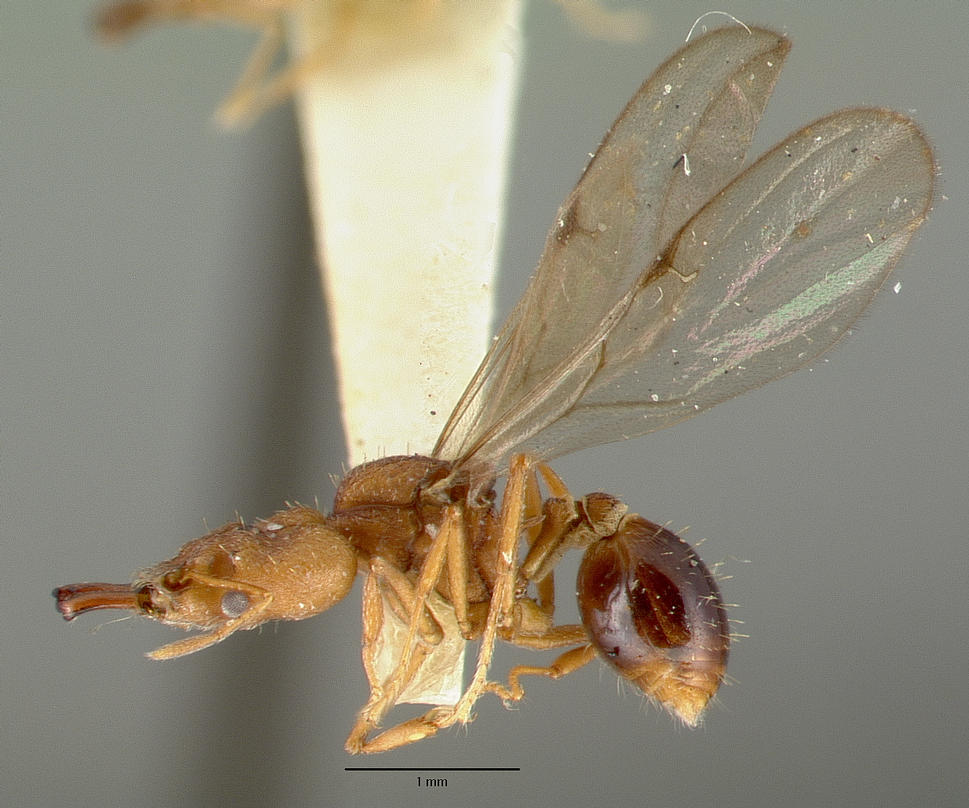
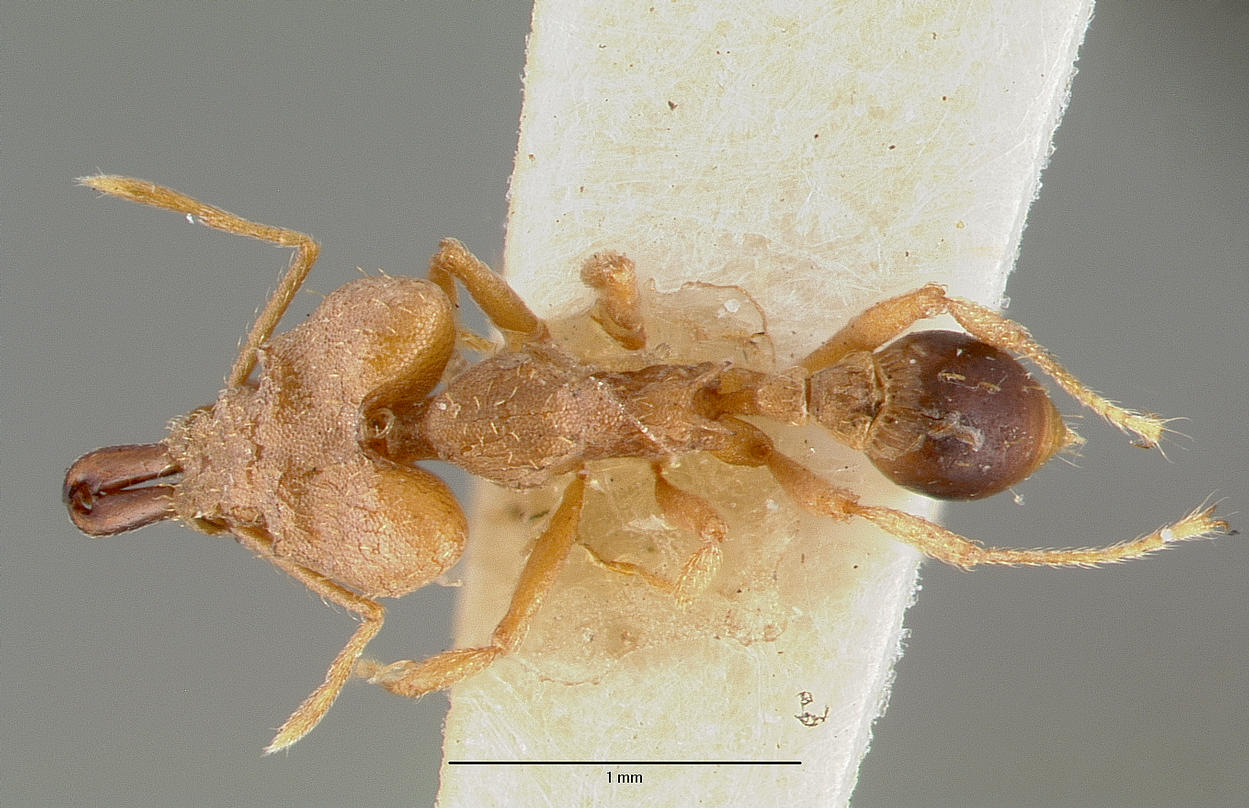
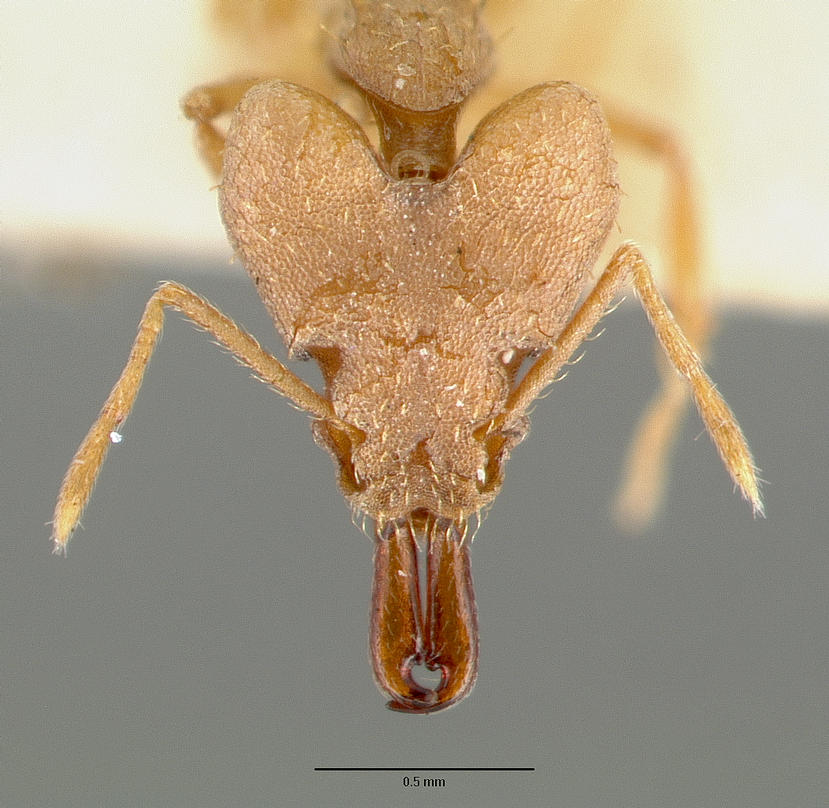